# Zakrzew-Kolonia (województwo lubelskie)
Zakrzew-Kolonia – kolonia w Polsce położona w województwie lubelskim, w powiecie lubelskim, w gminie Zakrzew.
W latach 1975–1998 miejscowość należała administracyjnie do województwa zamojskiego.
Wieś stanowi sołectwo gminy Zakrzew. Według Narodowego Spisu Powszechnego z roku 2011 wieś liczyła 152 mieszkańców.